# Hiszpania na Zimowych Igrzyskach Olimpijskich 1984
Hiszpanię na Zimowych Igrzyskach Olimpijskich 1984 reprezentowało 12 zawodników: dziesięciu mężczyzn i dwie kobiety. Był to jedenasty start reprezentacji Hiszpanii na zimowych igrzyskach olimpijskich.

## Skład reprezentacji

### Narciarstwo alpejskie
Mężczyźni
| Zawodnik             | Konkurencja   | Wyścig 1          | Wyścig 1 | Wyścig 2          | Wyścig 2 | Łącznie           | Łącznie |
| Zawodnik             | Konkurencja   | Czas              | Miejsce  | Czas              | Miejsce  | Czas              | Miejsce |
| -------------------- | ------------- | ----------------- | -------- | ----------------- | -------- | ----------------- | ------- |
| Carlos Salvadores    | Slalom gigant | Zdyskwalifikowany | –        | –                 | –        | Zdyskwalifikowany | –       |
| Luis Fernández Ochoa | Slalom gigant | Nie ukończył      | –        | –                 | –        | Nie ukończył      | –       |
| Jorge Pérez          | Slalom gigant | 1:23.64           | 20       | 1:24.33           | 22       | 2:47.97           | 20      |
| Carlos Salvadores    | Slalom        | Nie ukończył      | –        | –                 | –        | Nie ukończył      | –       |
| Luis Fernández Ochoa | Slalom        | 55.28             | 24       | Nie ukończył      | –        | Nie ukończył      | –       |
| Jorge Pérez          | Slalom        | 53.25             | 13       | Zdyskwalifikowany | –        | Zdyskwalifikowany | –       |

Kobiety
| Zawodniczka             | Konkurencja   | Wyścig 1      | Wyścig 1 | Wyścig 2      | Wyścig 2 | Łącznie       | Łącznie |
| Zawodniczka             | Konkurencja   | Czas          | Miejsce  | Czas          | Miejsce  | Czas          | Miejsce |
| ----------------------- | ------------- | ------------- | -------- | ------------- | -------- | ------------- | ------- |
| Dolores Fernández Ochoa | Slalom gigant | 1:12.05       | 27       | Nie ukończyła | –        | Nie ukończyła | –       |
| Blanca Fernández Ochoa  | Slalom gigant | 1:09.52       | 3        | 1:12.62       | 9        | 2:22.14       | 6       |
| Dolores Fernández Ochoa | Slalom        | Nie ukończyła | –        | –             | –        | Nie ukończyła | –       |
| Blanca Fernández Ochoa  | Slalom        | 50.06         | 15       | Nie ukończyła | –        | Nie ukończyła | –       |

### Biathlon
Mężczyźni
| Konkurencja  | Zawodnik          | Pudła | Czas    | Miejsce |
| ------------ | ----------------- | ----- | ------- | ------- |
| 10 km Sprint | Manuel García     | 6     | 40:16.6 | 56      |
| 10 km Sprint | Cecilio Fernández | 2     | 39:27.5 | 55      |

| Konkurencja   | Zawodnik          | Czas      | Kary | Skorygowany czas | Miejsce |
| ------------- | ----------------- | --------- | ---- | ---------------- | ------- |
| Bieg na 20 km | Cecilio Fernández | 1'25:42.0 | 9    | 1'34:42.0        | 57      |
| Bieg na 20 km | Manuel García     | 1'24:12.4 | 10   | 1'34:12.4        | 56      |

### Biegi narciarskie
Mężczyźni
| Konkurencja   | Zawodnik    | Wyścig    | Wyścig  |
| Konkurencja   | Zawodnik    | Czas      | Miejsce |
| ------------- | ----------- | --------- | ------- |
| Bieg na 15 km | Miguel Prat | 48:30.6   | 61      |
| Bieg na 15 km | José Giro   | 45:50.3   | 45      |
| Bieg na 30 km | Miguel Prat | 1'48:46.3 | 65      |
| Bieg na 30 km | José Giro   | 1'43:18.8 | 56      |
| Bieg na 50 km | Miguel Prat | 2'38:07.0 | 46      |
| Bieg na 50 km | José Giro   | 2'33:31.5 | 41      |

### Łyżwiarstwo figurowe
Kobiety
| Athlete              | Konkurencja | CF            | SP | FS | TFP           | Miejsce |
| -------------------- | ----------- | ------------- | -- | -- | ------------- | ------- |
| Marta Cierco-Viqeira | Solistki    | Nie ukończyła | –  | –  | Nie ukończyła | –       |

### Skoki narciarskie
| Zawodnik       | Konkurencja       | Skok 1    | Skok 1 | Skok 2    | Skok 2 | Łącznie | Łącznie |
| Zawodnik       | Konkurencja       | Odległość | Nota   | Odległość | Nota   | Nota    | Miejsce |
| -------------- | ----------------- | --------- | ------ | --------- | ------ | ------- | ------- |
| Ángel Janiquet | Skocznia normalna | 64.5      | 58.2   | 67.5      | 63.5   | 121.7   | 58      |
| José Rivera    | Skocznia normalna | 72.5      | 71.5   | 70.0      | 70.0   | 141.5   | 54      |
| Bernat Solà    | Skocznia normalna | 71.0      | 72.1   | 65.5      | 60.8   | 132.9   | 56      |
| Bernat Solà    | Skocznia duża     | 74.0      | 47.3   | 77.0      | 52.0   | 99.3    | 50      |
| José Rivera    | Skocznia duża     | 84.0      | 63.3   | 76.0      | 50.6   | 113.9   | 48      |